# Filibert de Chalôns
Filibert de Chalôns o Filibert de Chalon (Nozeroy, Franc Comtat, 18 de març de 1502, afores de Florència, 3 d'agost de 1530) va ser un aristòcrata flamenc, príncep d'Orange i Virrei de Nàpols entre 1528 i 1530. Va ser un important suport de l'emperador Carles V en les seves lluites contra Francesc I de França.
Era un dels principals feudataris flamencs, les possessions dels quals s'estenien des del Franc-Comtat (eix ancestral de la seva casa) fins al nord dels Països Baixos, endinsant-se en altres zones de l'Imperi i del Regne de França. Els estats que posseïa dins d'aquest regne, igual que els d'altres súbdits imperials, havien estat confiscats per Francesc I. La seva devolució va constituir una de les primeres reivindicacions recollides en el Tractat de Madrid que es va imposar al monarca presoner d'acord amb el programa imperial de reintegració de tot el patrimoni territorial que es considerava usurpat per la Corona de França tant al Cèsar com als seus vassalls o aliats.
L'incompliment del tractat per part del rei de França, una vegada alliberat, i el reinici de les hostilitats després de la formació de la Lliga de Cognac contra l'emperador, convertia als Orange en uns dels vassalls imperials més interessats en doblegar a Francesc I. D'altra banda, la seva recent trajectòria l'havia consagrat com un destacat general, incorporat a la fi de 1526 a les tropes de Georg von Frundsberg que poc després van protagonitzar el sac de Roma. En aquesta situació, el príncep va assumir el càrrec de Virrei de Nàpols juntament amb el de capità general de les tropes imperials a Itàlia, convertint-se així en un dels protagonistes de la lluita contra el papa i el rei de França, capturant a la Batalla d'Aversa l'exèrcit francès de Miquel Antoni de Saluzzo que s'hi havia refugiat després del fallit intent del Setge de Nàpols.
Igual que el seu predecessor (Carles de Lannoy-Orange) amb prou feines va residir a Nàpols durant els tres anys del seu mandat, ocupat en les operacions militars del nord i el centre d'Itàlia fins a la seva mort el 1530, després del setge de Florència.
Al contrari que els Lannoy, els Chalôns no es van arribar a assentar en el regne napolità i, al cap de poc temps, la seva casa va passar a un altre llinatge, els Nassau, que es convertirien en els protagonistes de l'alçament dels Països Baixos contra el poder espanyol.
Va ser succeït com a príncep d'Orange pel seu nebot Renat de Chalon, fill de la seva germana Claudia de Chalon, i del comte Enric III de Nassau-Breda.